# Adil Nabi
Adil Nabi (Birmingham, 28 febbraio 1994) è un calciatore inglese, attaccante dell'Akritas Chlōrakas.

## Biografia
È fratello di Samir e Rahis, anche loro calciatori.

## Carriera

### Club
Ha giocato nella prima divisione dei campionati indiano, scozzese, greco e cipriota.

### Nazionale
Ha giocato nelle nazionali giovanili inglesi Under-16 ed Under-17.